# Psilothecium
Psilothecium incurvum — вид грибів, що належить до монотипового роду  Psilothecium.